# Xã Sands, Michigan
Xã Sands (tiếng Anh: Sands Township) là một xã thuộc quận Marquette, tiểu bang Michigan, Hoa Kỳ. Năm 2010, dân số của xã này là 2.285 người.